# James Ivory (matematico)
James Ivory (Dundee, 17 febbraio 1765 – Londra, 21 settembre 1842) è stato un matematico e astronomo scozzese, prima persona ad essere insignita della medaglia Royal nel 1826 e della medaglia Copley nel 1814.

## Biografia
Ivory è nato a Dundee e ha frequentato la Dundee Grammar School. Nel 1779 si iscrisse alla University of Saint Andrews, la terza per anzianità del Regno Unito, eccellendo nello studio della matematica. Avvicinatosi alla teologia intraprese gli studi da seminarista, abbandonandoli dopo due anni per approfondire la sua passione per la scienza.
Nel 1786 divenne assistente di matematica e filosofia naturale presso la nuova Dundee Academy. Tre anni dopo divenne socio e dirigente di una società di tessitura di lino a Douglastown nel Forfarshire, continuando i suoi studi nei momenti liberi. È stato un matematico autodidatta e non solo era un esperto di geometria antica e moderna, ma aveva anche un'ottima conoscenza dei metodi analitici e delle scoperte dei matematici del continente.
La sua prima monografia che tratta dell'espressione analitica per la rettificazione dell'ellisse, è pubblicata nelle Transactions of the Royal Society of Edimburgo (1796); sia questo lavoro, sia  i suoi scritti successivi sulle Equazioni Cubiche (1799) e sul Problema di Keplero (1802) dimostrano una grande dimestichezza nel maneggiare le formule algebriche. Nel 1804 dopo lo scioglimento della società di tessitura del lino di cui era dirigente, ottenne una cattedra in matematica al Royal Military College a Marlow; successivamente si spostò alla Reale accademia militare di Sandhurst, ma nel 1816 per problemi di salute fu obbligato a dimettersi.
Durante questo periodo pubblicò nelle Philosophical transactions of the Royal Society of London alcuni importanti memorie, che gli permisero di ottenere la Copley Medal nel 1814 e assicurarono la sua elezione come membro della Royal Society nel 1815. Molto importante nella storia delle attrazioni è la prima di queste memorie (Phil. Trans., 1809), dove il problema dell'attrazione di un ellissoide omogeneo su un punto esterno è ridotto al semplice caso di attrazione di un altro ellissoide collegato a un punto interno ad esso. Questo teorema è conosciuto come teorema di Ivory. I suoi scritti successivi nelle Philosophical Transactions riguardano le rifrazioni astronomiche di perturbazioni planetarie, dell'equilibrio di masse di fluido. Per le sue ricerche in questo ambito ricevette la Royal Medal nel 1826 e nel 1839.
Nel 1831, su raccomandazione di Lord Brougham, il re Guglielmo IV gli conferì una pensione di 300 sterline annue e lo ammise all'Ordine Reale Guelfo di Hannover. Inoltre poiché aveva relazioni con le principali società scientifiche della sua nazione come la Royal Society di Edimburgo e la Royal Irish Academy, egli era anche membro delle Accademie Reali di Scienze di Parigi e Berlino e della Royal Society di Gottinga.